# Ървинг Лангмюр
Ървинг Лангмюр (на английски: Irving Langmuir) е американски химик и физик, носител на Нобелова награда за химия за 1932 година.

## Биография
Лангмюр е роден на 31 януари 1881 година в Ню Йорк. През 1903 година получава бакалавърска степен по металургично инженерство в Колумбийския университет. През 1906 година защитава докторат в Гьотингенския университет при Валтер Нернст, след което преподава в Техническия институт „Стивънс“ в Хоубоукън.
От 1909 до 1950 година работи в изследователските лаборатории на Дженерал Илектрик, допринасяйки значително за развитието на основни направления в химията и физиката. В своя статия от 1919 година, изхождайки от изследванията на Гилбърт Люис, той предлага своята „концентрична теория за строежа на атома“, с която въвежда концепцията за електронните слоеве. Изобретява запълването с буферен газ на лампите с нажежаема жичка, както и атомноводородното заваряване. През 1932 година получава Нобелова награда за химия за своите изследвания в областта на физикохимията на повърхностите.
Ървинг Лангмюр умира на 16 август 1957 година в Удс Хоул.